# Eupelmus testaceiventris
Eupelmus testaceiventris is een vliesvleugelig insect uit de familie Eupelmidae. De wetenschappelijke naam is voor het eerst geldig gepubliceerd in 1863 door Motschulsky.